# Wojciech Myrczek
Wojciech Karol Myrczek (* 1987) ist ein polnischer Jazzmusiker (Gesang, Komposition).

## Leben und Wirken
Myrczek wuchs in einer Musikerfamilie auf; früh lernte er daher die Grundlagen des Cellospiels. Während des Studiums wandte er sich dem Jazz zu; er absolvierte die Klasse für Jazzgesang an der Musikakademie  Katowice.
2010 veröffentlichte er mit eigenem Quintett sein Debütalbum We’ll Be Together Again, dem 2013 im Duo mit dem Pianisten Paweł Tomaszewski Love Revisited folgte. Mit der Piotr Schmidt Electric Group ist er auf dem Album Silver Protect zu hören. Im Laufe seiner Karriere arbeitete Myrczek mit Tomasz Stańko, Jan Ptaszyn Wróblewski, Henryk Miśkiewicz, Anna Serafińska, Michael Patches Stewart, Camerata Silesia Katowice City Singers Ensemble, Aga Zaryan und mit seiner Schwester Sabina Meck. Er trat auf internationalen Jazzfestivals wie dem Montreux Jazz Festival, Brisbane Vocal Jazz Festival, Kolory Polski (Polen), Sofia Jazz Peak (Bulgarien) oder Celje International Jazz Festival (Slowenien) auf.
Myrczek ist seit 2018 Mitglied der Fakultät der AST Nationalen Akademie der Theaterkünste in Krakau; zuvor lehrte er seit 2012 an der Musikakademie Katowice.

## Preise und Auszeichnungen
Myrczek errang bei der Shure Montreux Jazz Voice Competition 2013 den Ersten Preis und den Publikumspreis. 2011 erhielt er den Grand Prix of Jazz Voices (Litauen) und war 2010 Preisträger beim Festival Bielska Zadymka Jazzowa 2010. Die Leser der Zeitschrift Jazz Forum wählten ihn zwischen 2015 und 2019 jährlich zum „Sänger des Jahres“.

## Diskographische Hinweise
- We’ll Be Together Again (Stowarzyszenie Sztuka Teatr 2010, mit Marcin Kaletka, Michal Wierba, Michal Kapczuk, Sebastian Kuchczynsk)